# Biemna spinomicroxea
Biemna spinomicroxea är en svampdjursart som beskrevs av Mothes, Campos, Lerner, Carraro och van Soest 2005. Biemna spinomicroxea ingår i släktet Biemna och familjen Desmacellidae. Inga underarter finns listade i Catalogue of Life.